# Oreobolus oxycarpus
Oreobolus oxycarpus är en halvgräsart som beskrevs av Stanley Thatcher Blake. Oreobolus oxycarpus ingår i släktet Oreobolus och familjen halvgräs.

## Underarter
Arten delas in i följande underarter:
- O. o. brownii
- O. o. oxycarpus